# Уэйн (округ, Теннесси)
Округ Уэйн (англ. Wayne County) располагается в штате Теннесси, США. Официально образован в 1817 году. По состоянию на 2010 год, численность населения составляла 17 021 человек.

## География
По данным Бюро переписи США, общая площадь округа равняется 1906,242 км2, из которых 1901,062 км2 — суша, и 4,144 км2, или 0,220 % — это водоемы.

## Население
По данным переписи населения 2010 года, в округе проживает 17 021 житель в составе 5822 домашних хозяйств и 4321 семей. Плотность населения составляет 9,00 человек на км2. На территории округа насчитывается 6701 жилых строений, при плотности застройки около 4,00-х строений на км2. Расовый состав населения: белые — 92,30 %, афроамериканцы — 5,70 %, коренные американцы (индейцы) — 0,30 %, азиаты — 0,20 %, гавайцы — 0,01 %, представители других рас — 0,19 %, представители двух или более рас — 1,00 %. Испаноязычные составляли 1,60 % населения независимо от расы.
В составе 31,00 % из общего числа домашних хозяйств проживают дети в возрасте до 18 лет, 59,10 % домашних хозяйств представляют собой супружеские пары, проживающие вместе, 10,10 % домашних хозяйств представляют собой одиноких женщин без супруга, 27,20 % домашних хозяйств не имеют отношения к семьям, 24,40 % домашних хозяйств состоят из одного человека, 10,90 % домашних хозяйств состоят из престарелых (65 лет и старше), проживающих в одиночестве. Средний размер домашнего хозяйства составляет 2,47 человека, и средний размер семьи — 2,93 человека.
Возрастной состав округа: 21,40 % — моложе 18 лет, 9,10 % — от 18 до 24, 31,70 % — от 25 до 44, 24,20 % — от 45 до 64, и 24,20 % — от 65 и старше. Средний возраст жителя округа — 37 лет. На каждые 100 женщин приходится 121,70 мужчин. На каждые 100 женщин старше 18 лет приходится 125,50 мужчин.
Средний доход на домохозяйство в округе составлял 26 576 USD, на семью — 30 973 USD. Среднестатистический заработок мужчины был 27 879 USD против 19 034 USD для женщины. Доход на душу населения составлял 14 472 USD. Около 12,90 % семей и 16,30 % общего населения находились ниже черты бедности, в том числе — 18,60 % молодёжи (тех, кому ещё не исполнилось 18 лет) и 19,60 % тех, кому было уже больше 65 лет.